# 110-kV-Leitung Anklam–Bansin

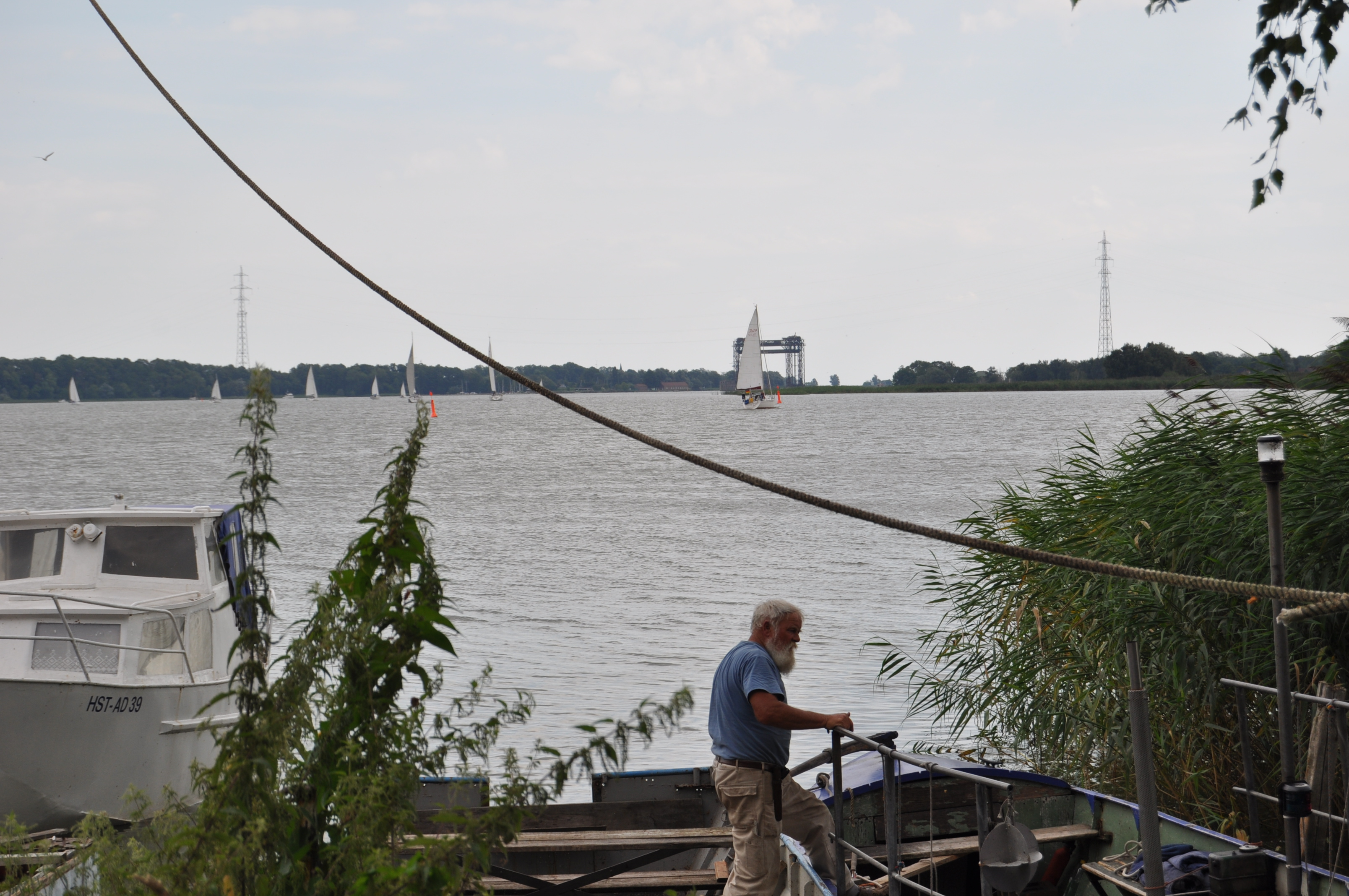
Blick von Anklamer Fähre zur Karniner Brücke mit Freileitung

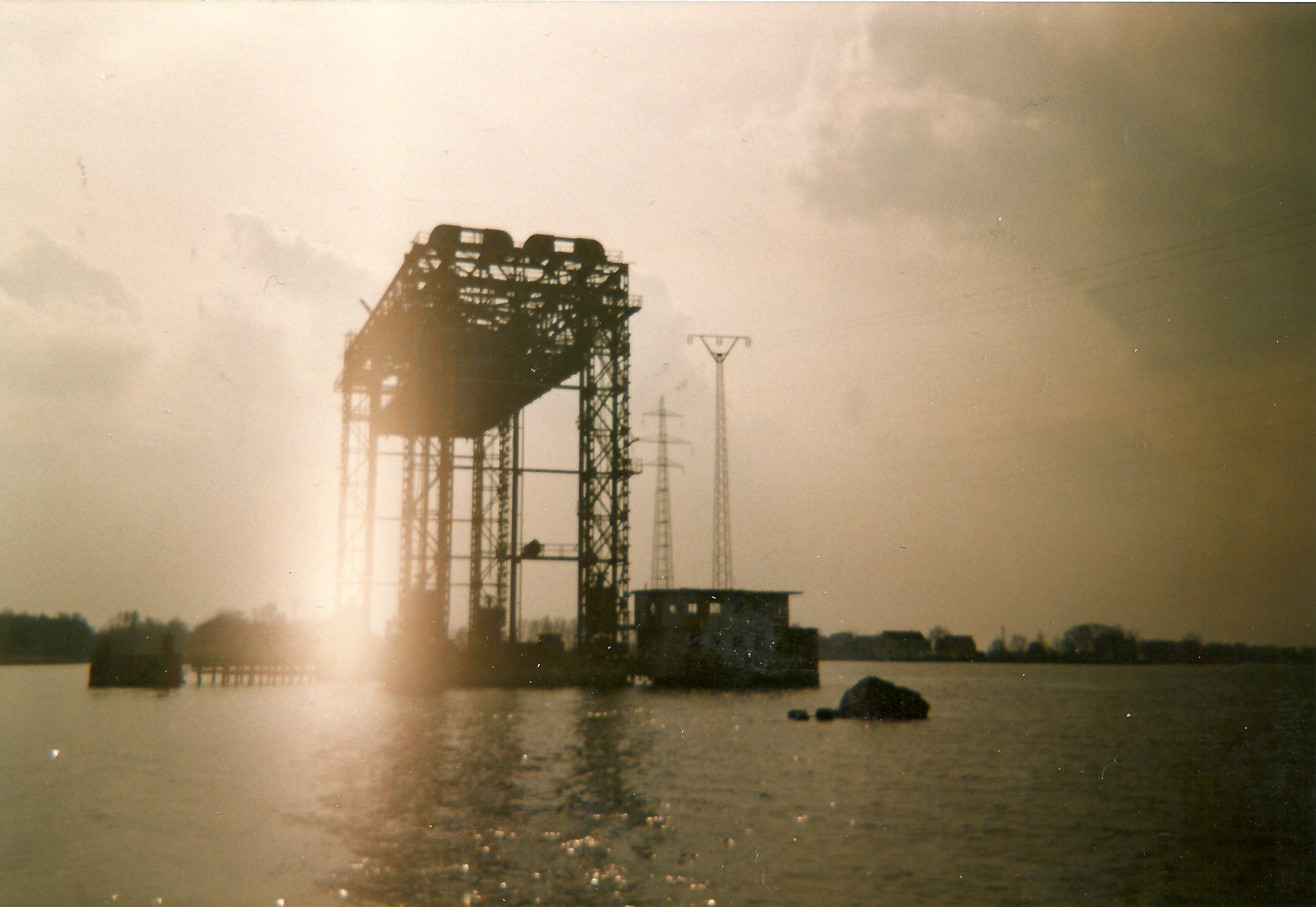
Karniner Brücke mit der Freileitung – hier 2002 noch mit inzwischen abgebauten Mast einer Mittelspannungsleitung an der Hubbrücke

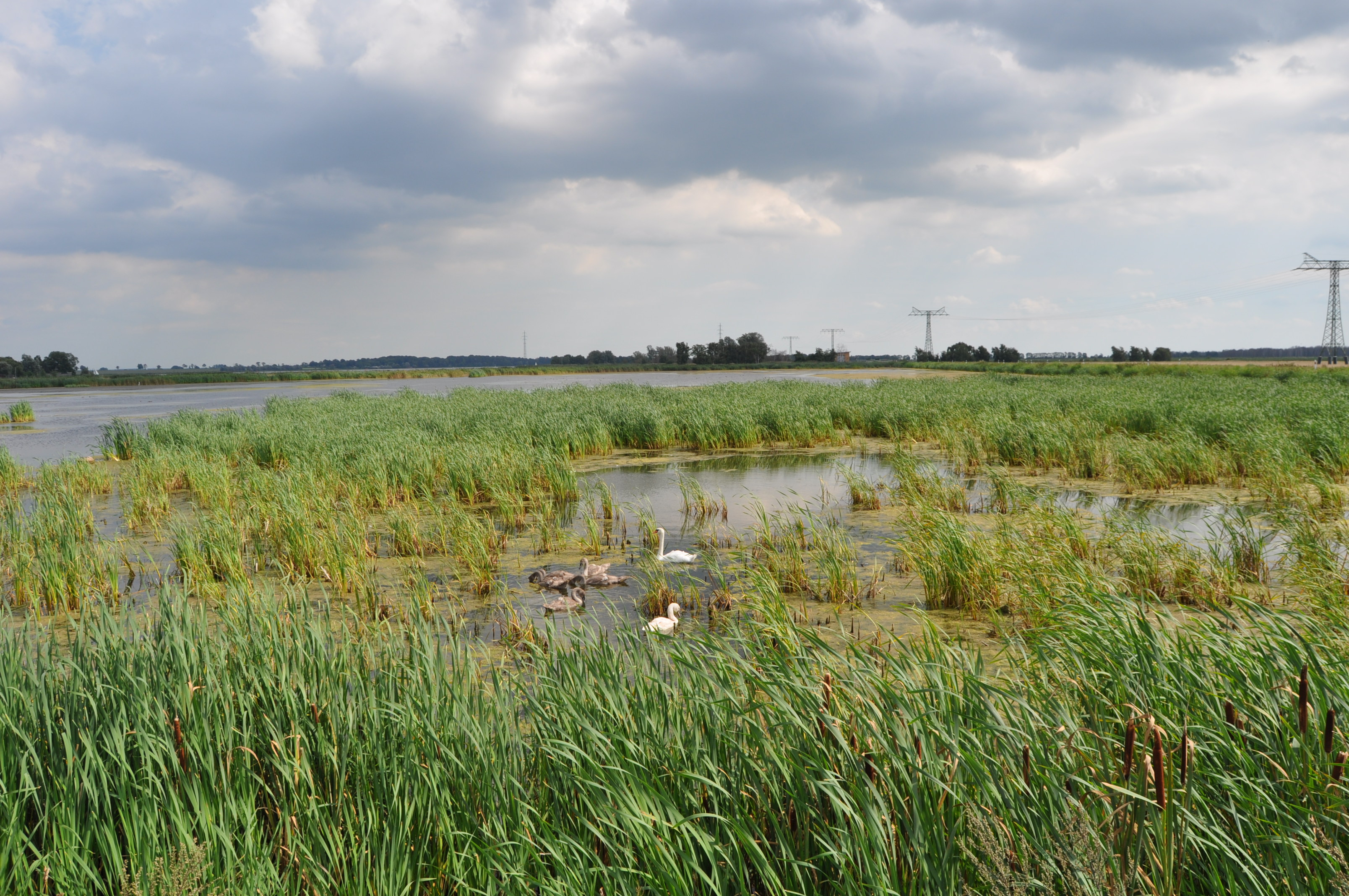
Zuleitung von Anklam zur Peenestromquerung

Die 110-kV-Leitung Anklam–Bansin ist die erste 110-kV-Leitungsverbindung zwischen der Insel Usedom und dem Festland. Die zweite 110-kV-Hochspannungsleitung, die Usedom mit dem Festland verbindet, kam erst 1950 hinzu und kreuzt östlich von Kröslin den Peenestrom.

## Geschichte
1900 erreichte die Elektrifizierung auch Anklam. Bislang gab es örtliche Erzeuger von Gleichstrom, jetzt wurde hier von Friedland aus eine Überlandzentrale für den Drehstrom errichtet. 1910 beschloss der Provinziallandtag für Pommern als erste Provinz in Preußen die durchgehende Elektrifizierung. 1911 wurden die Überlandleitungen in Pommern in Betrieb genommen.
Das genaue Datum oder Jahr der Verbindung mittels Freileitung nach Usedom ist bislang nicht ermittelt, es wird aber auch um 1911 gewesen sein. Von der Überlandzentrale – heute Umspannwerk – in Anklam verlief die Leitung nach Osten in Richtung Kamp und ging dann zum Peenestrom. Die Freileitungskreuzung wird auch nicht so ausgesehen haben wie heute. Der Bau erfolgte an der engsten Stelle des Stromes zwischen Kamp und Karnin. Masten und Leitungen mussten ständig erneuert und modernisiert werden. Es gab zeitweise zwei Freileitungskreuzungen, eine für Mittelspannung und eine für 110 kV.
Sie war bis 1950 die einzige zivil genutzte Leitungstrasse zur Insel Usedom. Sie versorgte die Insel mit Strom. Als 1936 der Aufbau der HVA-Peenemünde begann, wurde bald darauf das Kraftwerk, aber nur für die HVA gebaut. 1945 musste das unzerstörte Kraftwerk dann wieder Strom – jetzt zur zivilen Nutzung – liefern. Die Leistung war zur Versorgung der Insel aber zu hoch, sodass 1950 die Freileitung Peenemünde – Kröslin gebaut wurde, um das umgebende Festland mit Strom zu versorgen.

## Verlauf
Die zweisystemige Leitungstrasse beginnt im 110-kV-Umspannwerk von Anklam (53° 51′ 8″ N, 13° 39′ 47″ O), läuft südlich an der Stadt vorbei und erreicht die Peenestromquerung und somit die Insel Usedom bei Karnin (53° 50′ 45″ N, 13° 51′ 24″ O). Danach führt sie nordwestlich am Ort Usedom vorbei. Bei Morgenitz dreht die Trasse nach Osten (53° 55′ 14″ N, 13° 58′ 17″ O) und bei Benz nach Nordosten (53° 56′ 22″ N, 14° 5′ 52″ O), wo sie das Umspannwerk von Bansin (53° 57′ 39″ N, 14° 7′ 37″ O) erreicht und dort endet.

## Querung des Peenestroms

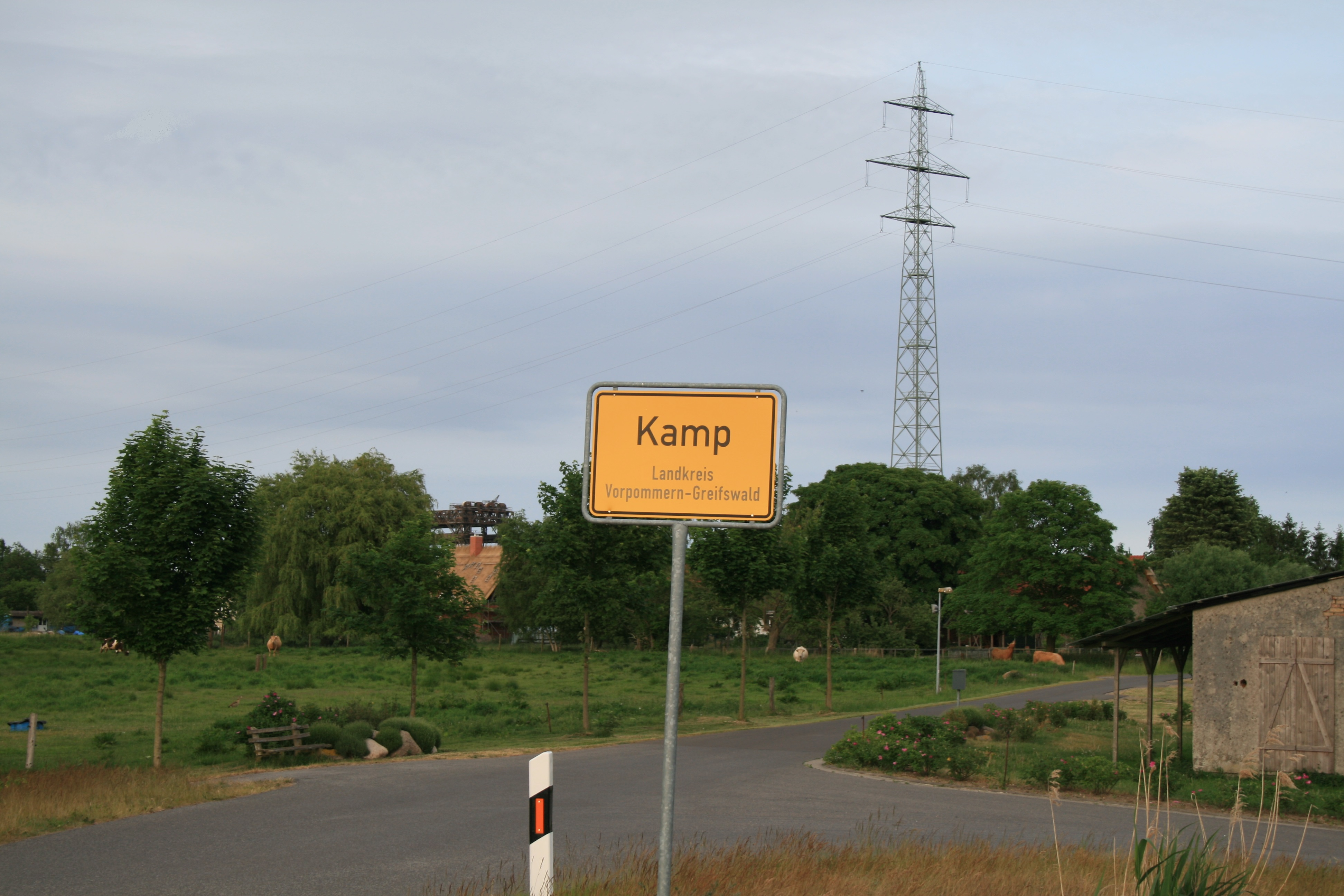
Querungsmast in Kamp

Die Trasse Anklam–Bansin überquert den Peenestrom etwa 160 Meter nordwestlich des verbliebenen Fragmentes der Hubbrücke Karnin. Die beiden 85 Meter hohen, als Tonnenmasten ausgeführten Querungsmasten befinden sich in Kamp (53° 50′ 31″ N, 13° 50′ 54″ O) und Karnin (53° 50′ 49″ N, 13° 51′ 30″ O). Die Masten verfügen über Leitern zum Aufstieg und Laufstege auf den Traversen. Die Spannweite der Querung beträgt 780 Meter.
Bis um 2002 waren diese Masten niedriger und es verlief parallel zur 110-kV-Leitung eine 20-kV-Mittelspannungsleitung auf Deltamasten. Diese besaß neben der Karniner Brücke auf den dortigen Gründungen einen Zwischenmast, welcher auch zur direkten Stromversorgung der Hubbrücke diente, da sich am Brückenfuß eine Trafostation befand. Diese Leitung wurde bei den Modernisierungen nach 2002 abgebaut und die Maste der 110-kV-Leitung auf die jetzige Höhe vergrößert.

## Freileitungsmasten

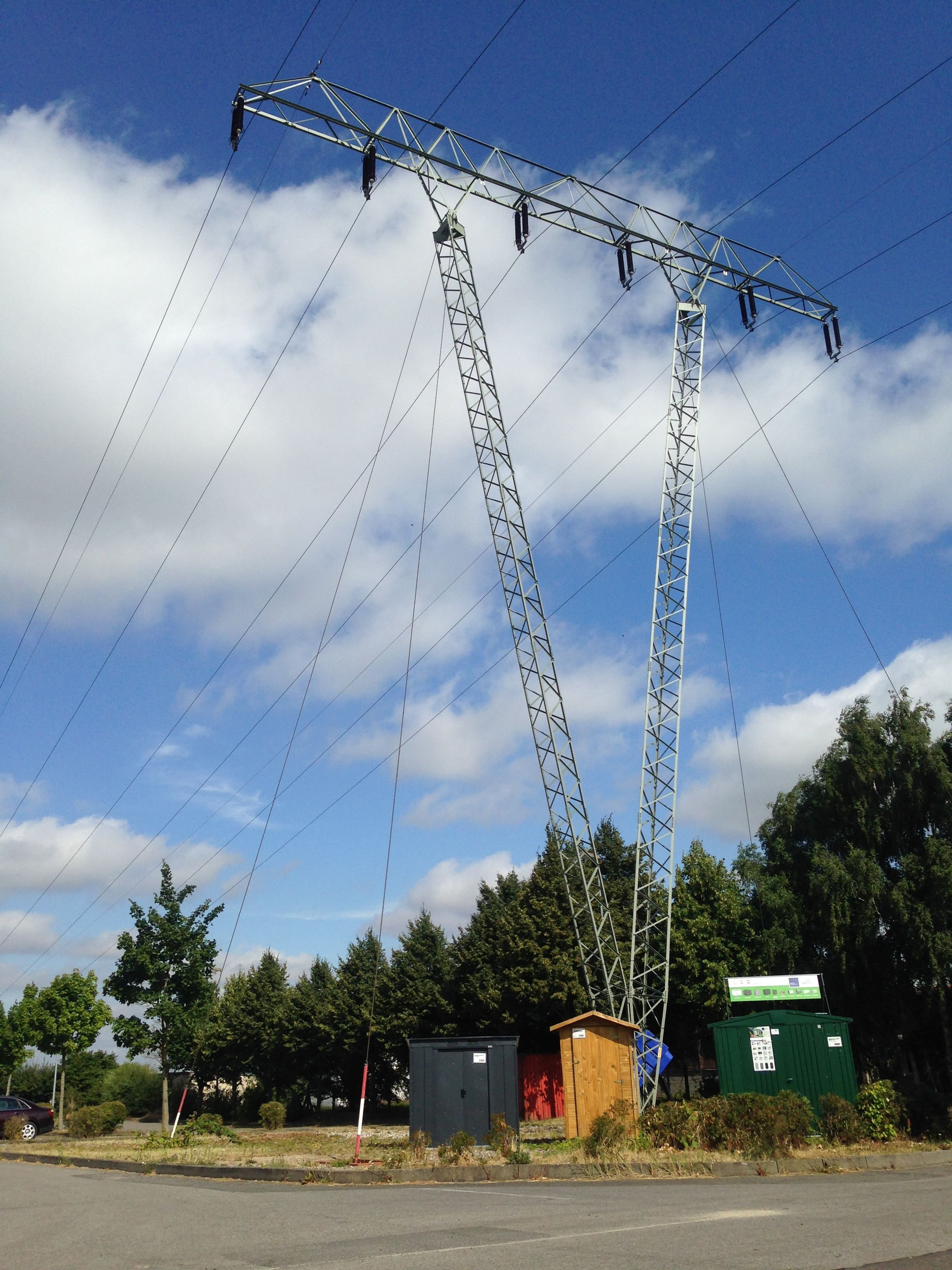
Seilverspannter Strommast bei Anklam

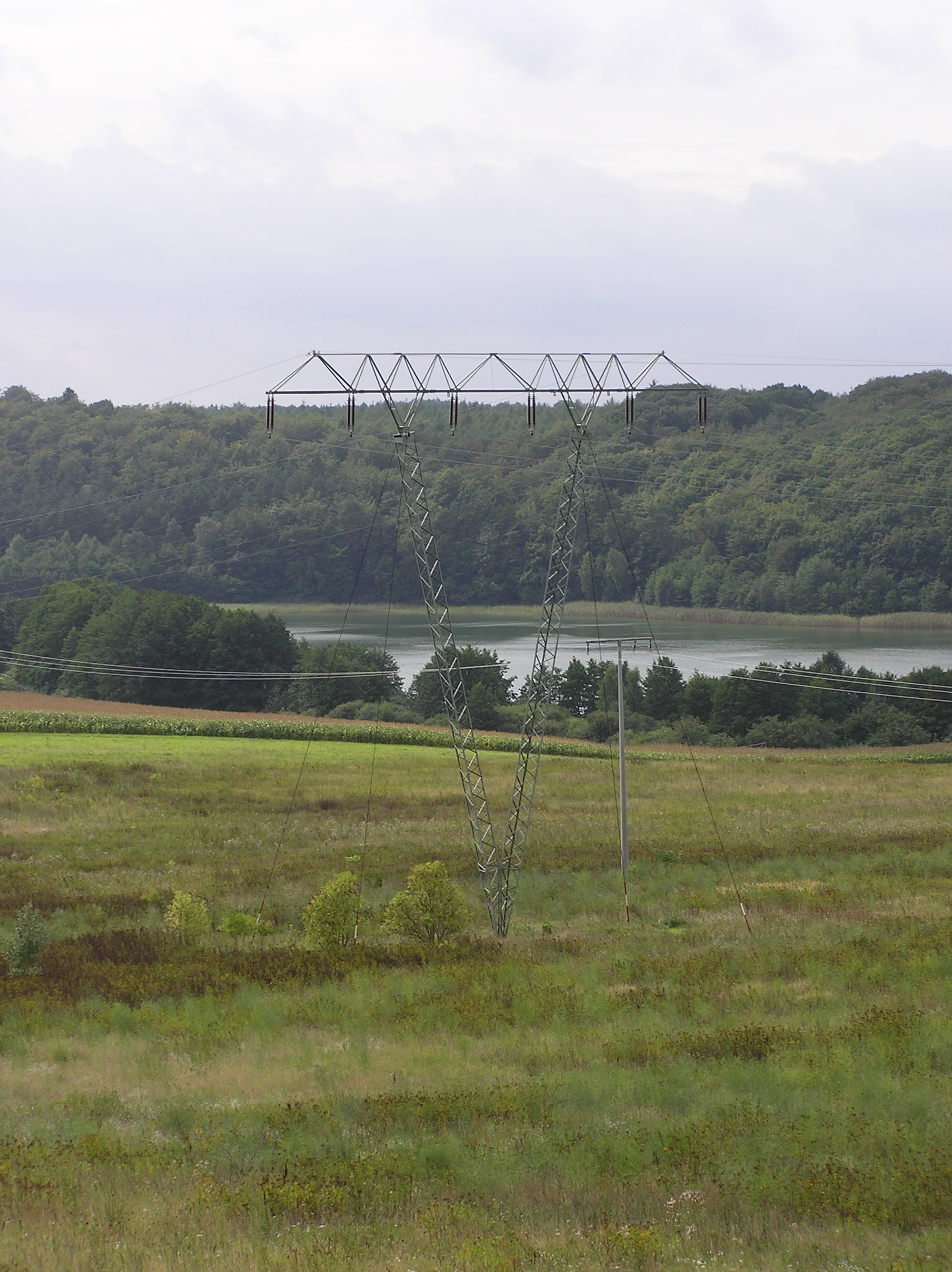
Seilverspannter Mast bei Neu Sallenthin

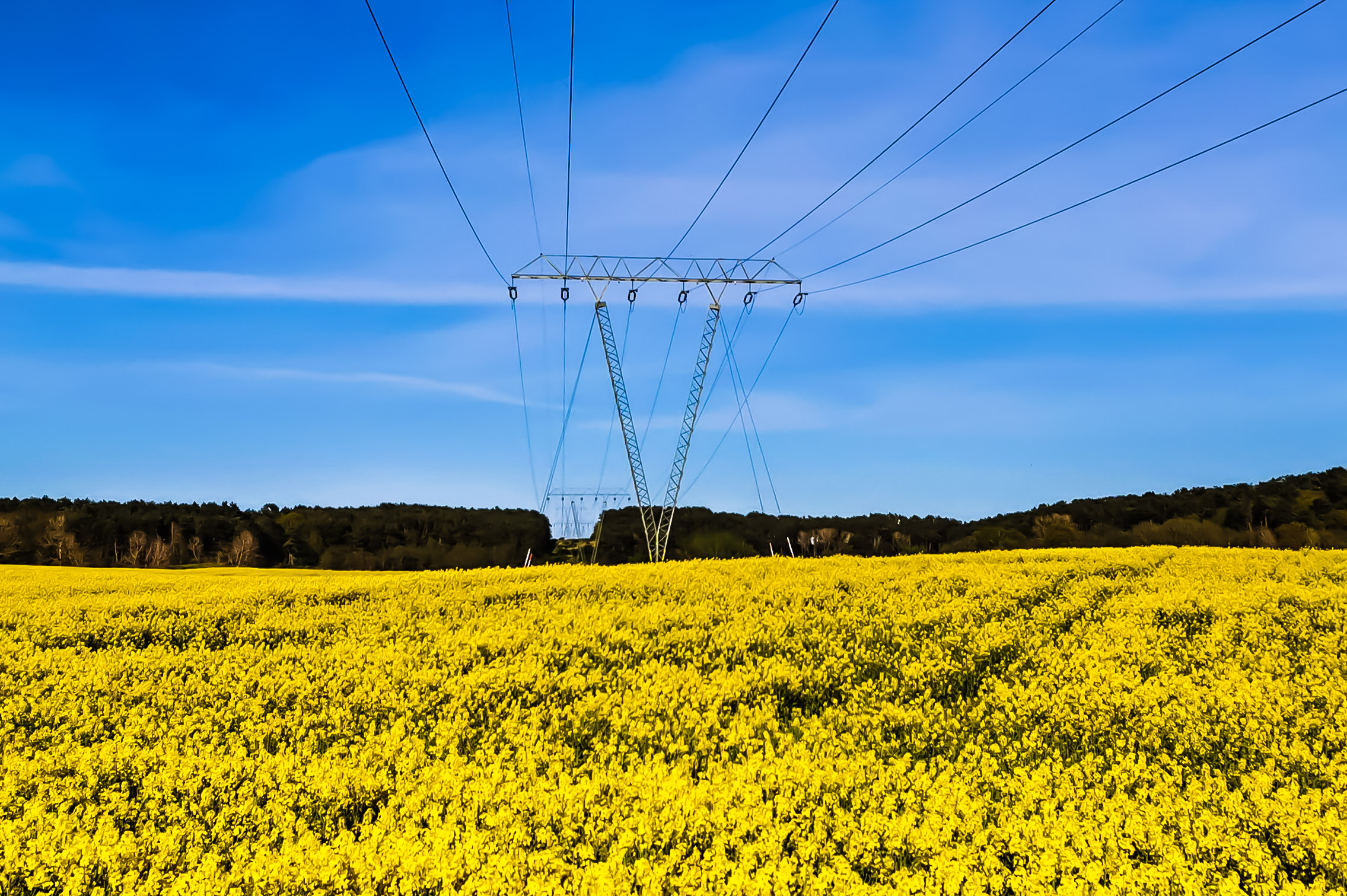
Trassenverlauf bei Mellenthin

Mit Ausnahme der Peenestromquerung ist die gesamte Leitung auf Masten mit Einebenenanordnung verlegt. Westlich der Peenestromquerung auf dem Festland werden moderne Masten mit DDR-Bauart verwendet, die breitere Traversen als ihre westdeutschen Pendants haben und mit zwei Erdseilen ausgestattet sind. Die ursprünglichen Masten der Leitung sind jedoch – einmalig in Deutschland – als seilverspannte Konstruktionen ausgeführt. Diese ähneln Deltamasten, wobei sich die Verzweigung der beiden schrägen Stützen auf dem Boden befindet. Im Vergleich zu anderen Masten – nicht nur im Verlauf der Leitung, sondern auch zu den meisten Freileitungsmasten in Deutschland – sind sie sehr schmal und leicht ausgeführt.
In den 1970ern wurde erwogen, die hier verwendete Bauform zur Standardbauweise in der DDR zu machen. Dieser Plan wurde jedoch aufgegeben, da diese Bauform nicht für künftige Umbauten geeignet ist und der Bodenverbrauch wegen der für die Abspannung benötigten Fundamente höher liegt.
Auf Luftbildaufnahmen aus dem Jahr 2001 erkennt man, dass ursprünglich die gesamte Leitung auf derartigen Masten ausgeführt wurde.
Solche Maste werden zwar in einigen Ländern wie Schweden wegen ihrer geringeren Baukosten häufig verwendet, in Mitteleuropa sind sie jedoch selten anzutreffen, weil die Abspannseile inklusive der für ihren Einsatz nötigen Fundamente die landwirtschaftliche Nutzung behindern und die Gefahr von Beschädigungen durch Landmaschinen besteht. Deshalb werden diese Masten bei Rekonstruktion ausgetauscht, so sind beispielsweise im Bereich nach Anklam nur normal fundamentierte Masten gesetzt.